# Episodi di Homeland - Caccia alla spia (sesta stagione)
La sesta stagione della serie televisiva Homeland - Caccia alla spia (Homeland), composta da dodici episodi, è stata trasmessa in prima visione assoluta negli Stati Uniti d'America dal canale via cavo Showtime dal 15 gennaio al 9 aprile 2017.
Negli Stati Uniti l'episodio Fair Game è stato reso disponibile in anteprima il 30 dicembre 2016 sul sito web di Showtime, su Amazon, su Hulu e sui servizi Showtime On Demand e Showtime Anytime.
In Italia la stagione è andata in onda in prima visione sul canale satellitare Fox dal 19 giugno al 4 settembre 2017.
Il cast principale di questa stagione è formato da: Claire Danes, Rupert Friend, Elizabeth Marvel, F. Murray Abraham e Mandy Patinkin. Sarita Choudhury e Sebastian Koch ricompaiono come guest star.
| n° | Titolo originale        | Titolo italiano          | Prima TV USA     | Prima TV Italia  |
| -- | ----------------------- | ------------------------ | ---------------- | ---------------- |
| 1  | Fair Game               | Il presidente eletto     | 15 gennaio 2017  | 19 giugno 2017   |
| 2  | The Man in the Basement | L'uomo nel seminterrato  | 22 gennaio 2017  | 26 giugno 2017   |
| 3  | The Covenant            | Il patto                 | 29 gennaio 2017  | 3 luglio 2017    |
| 4  | A Flash of Light        | Un lampo di luce         | 12 febbraio 2017 | 10 luglio 2017   |
| 5  | Casus Belli             | Casus Belli              | 19 febbraio 2017 | 17 luglio 2017   |
| 6  | The Return              | Il ritorno               | 26 febbraio 2017 | 24 luglio 2017   |
| 7  | Imminent Risk           | Rischio imminente        | 5 marzo 2017     | 31 luglio 2017   |
| 8  | alt.truth               | Paranoia                 | 12 marzo 2017    | 7 agosto 2017    |
| 9  | Sock Puppets            | Il video                 | 19 marzo 2017    | 14 agosto 2017   |
| 10 | The Flag House          | Il complotto             | 26 marzo 2017    | 21 agosto 2017   |
| 11 | R Is for Romeo          | R come Romeo             | 2 aprile 2017    | 28 agosto 2017   |
| 12 | America First           | L'America prima di tutto | 9 aprile 2017    | 4 settembre 2017 |

## Il presidente eletto
- Titolo originale: Fair Game
- Diretto da: Keith Gordon
- Scritto da: Alex Gansa e Ted Mann

### Trama
Carrie è tornata a New York e lavora per un'organizzazione legata alla Fondazione Düring che difende i cittadini americani musulmani dagli episodi di discriminazione. Sekou Bah è un ragazzo musulmano che gestisce un sito internet dove pubblica video nei quali commenta episodi legati al terrorismo accaduti a New York. Viene per questo arrestato dall'agente del FBI Ray Conlin, con l'accusa di terrorismo. L'organizzazione di Carrie accetta di rappresentarlo: Carrie apprende da Conlin che Sekou è stato trovato in possesso di cinquemila dollari in contanti e biglietti per la Nigeria, territorio di Boko Haram. Nel frattempo Peter Quinn frequenta un centro riabilitazione, manifestando parziali paralisi e sintomi da disturbo post-traumatico da stress. Carrie va a trovarlo quotidianamente, nonostante Quinn non voglia sottoporsi ai trattamenti. Corrompendo una guardia Quinn lascia l'ospedale insieme a una prostituta: ella lo porta in uno squat, dove Quinn assume crack e viene rapinato. Carrie lo trova il giorno successivo, decidendo di portarlo a vivere nell'appartamento sotto al suo. Saul e Dar Adal intanto incontrano la nuova presidente eletta Elizabeth Keane, il cui figlio è morto in azione in Iraq, informandola delle operazioni della CIA in corso prima del suo insediamento. Dopo l'incontro Dar incontra l'agente del Mossad Tova Rivlin, confidandole la sua impressione che la nuova presidente voglia ridurre l'impegno della CIA, cosa che potrebbe rendere necessario "accelerare certe operazioni". Dopo questo incontro Dar si riunisce con alcuni generali dell'esercito senza la presenza di Saul.
- Durata: 51 minuti
- Guest star: Hill Harper (Rob Emmons), Robert Knepper (Generale Jamie McClendon), Dominic Fumusa (Ray Conlin), Patrick Sabongui (Reda Hashem), Hadar Ratzon-Rotem (Tova Rivlin), Zainab Jah (Aby Bah), J. Mallory McCree (Sekou Bah), Ashlei Sharpe Chestnut (Simone Bah), Leo Manzari (Saad Mahsud), Alfredo Narciso (Senatore Elian Coto), Mickey O'Hagan (Clarice), Bobby Moreno (Tommy) e Sebastian Koch (Otto Düring).
- Ascolti USA: telespettatori 1 080 000[5]

## L'uomo nel seminterrato
- Titolo originale: The Man in the Basement
- Diretto da: Keith Gordon
- Scritto da: Chip Johannessen

### Trama
Carrie e il suo collega Reda chiedono a Sekou riguardo ai cinquemila dollari: il ragazzo racconta gli sono stati prestati dal suo amico Saad, che lo ha aiutato a realizzare i suoi video, per andare in Nigeria a trovare il padre che vive lì da quattordici anni. Saad avrebbe anche voluto fargli incontrare una persona, ma Sekou si è sempre rifiutato. Saul intanto fa visita a Carrie nei suoi uffici, chiedendole se, grazie all'amicizia comune con Otto Düring, stia consigliando la presidente in politica estera: Carrie nega con decisione. Nel frattempo Carrie ottiene dalla sorella minore di Sekou una foto di Saad, con il quale ha una storia, e fa indagare il suo amico Max su di lui, scoprendo che è un informatore del FBI. Max aiuta Carrie anche a sorvegliare Quinn, che rifiuta di prendere le medicine e ha un attacco epilettico. La giuria non concede la possibilità di chiamare Saad a testimoniare e propone un patteggiamento di sette anni per Sekou. Sekou, informato dell'offerta, reagisce violentemente e viene portato via con forza dalle guardie del carcere. Dar Adal si incontra con il capo dello staff della presidente Keane: secondo le informazioni di Israele l'Iran starebbe sviluppando un programma nucleare in violazione degli accordi internazionali insieme alla Corea del Nord, dalla quale sarebbe appena tornato un loro emissario, Farhad Nafisi. Il Mossad si sta preparando a sequestrare l'uomo ad Adu Dhabi, dove parteciperà a una conferenza: Adal chiede il via libera per la CIA per appoggiare l'operazione. Successivamente Carrie fa visita a Keane e le consiglia di inviare sul campo Saul, da sempre un sostenitore dell'accordo con l'Iran sul nucleare. Adal ottiene delle foto che testimoniano la visita di Carrie alla presidente, ma decide di non condividerle con Saul. Carrie riesce a incontrare Saad, che afferma di avere più volte riferito all'agente Conlin che Sekou non è un terrorista. Alla sera Quinn parla con Carrie della sua condizione e le chiede di guardare insieme il video in cui veniva esposto al gas sarin, non avendo ancora avuto il coraggio di vederlo.
- Durata: 55 minuti
- Guest star: Maury Sterling (Max Piotrowski), Hill Harper (Rob Emmons), Dominic Fumusa (Ray Conlin), Patrick Sabongui (Reda Hashem), C.J. Wilson (Porteous Belli), Zainab Jah (Aby Bah), J. Mallory McCree (Sekou Bah), Ashlei Sharpe Chestnut (Simone Bah), Leo Manzari (Saad Mahsud).
- Ascolti USA: telespettatori 1 451 000[6]

## Il patto
- Titolo originale: The Covenant
- Diretto da: Lesli Linka Glatter
- Scritto da: Ron Nyswaner

### Trama
Reda chiama infuriato Carrie, annunciandole il ritiro dell'offerta di patteggiamento da parte del procuratore in seguito al suo contatto con Saad. Carrie, affranta, visita in carcere Sekou per comunicargli la notizia. Per cercare di rimediare contatta il suo ex collega del NSA Roger, chiedendogli di ottenere le registrazioni tra il cellulare di Saad e quello di Conlin. Saul intanto interroga Nafisi ad Abu Dhabi: l'uomo nega coinvolgimenti con la Corea del Nord e afferma di avere solo fatto da mediatore con l'esercito russo per l'acquisto di batterie missilistiche. Saul non appare convinto, ma lascia comunque andare l'uomo e riporta ad Adal i suoi dubbi sulla versione di Nafisi. Adal incontra quindi la presidente Keane, aggiornandola al contrario che Saul avrebbe tratto prove inconfutabili dell'operazione illecita attuata dall'Iran. Carrie riceve un file con una registrazione, nella quale si sente l'agente Conlin forzare Saad a incastrare Sekou: si reca quindi da Conlin, chiedendogli di fare immediatamente cadere le accuse nei confronti del suo assistito, pena la divulgazione del file audio. Nel frattempo lo stato di paranoia di Quinn aumenta: ritrova l'uomo che lo aveva rapinato e, dopo averlo picchiato, gli sottrae la pistola. Carrie incontra Keane in un ristorante, manifestandole scetticismo sul fatto che Saul possa essersi sbilanciato al punto da parlare ad Adal di prove certe. Fuori dal ristorante Dar ascolta la loro conversazione con un radiomicrofono. Saul intanto si è fermato in Israele a trovare la sorella che vive nei territori occupati: di notte esce di casa e sale su un'auto, nascondendosi sul sedile posteriore. Carrie torna a casa nottetempo, non accorgendosi di Quinn nascosto sotto la scalinata esterna del palazzo con la pistola in mano.
- Durata: 50 minuti
- Guest star: Hill Harper (Rob Emmons), Dominic Fumusa (Ray Conlin), Patrick Sabongui (Reda Hashem), C.J. Wilson (Porteous Belli), J. Mallory McCree (Sekou Bah), Bernard White (Farhad Nafisi), Jacqueline Antaramian (Dorit), Mickey O'Hagan (Clarice), Hadar Ratzon Rotem (Tova Rivlin), Ian Kahn (Roger), Bobby Moreno (Tommy), Natacha Karam (Mina Becker), Leo Manzari (Saad Mahsud), James Mount (Agente Thoms).
- Ascolti USA: telespettatori 1 130 000[7]

## Un lampo di luce
- Titolo originale: A Flash of Light
- Diretto da: Lesli Linka Glatter
- Scritto da: Patrick Harbinson

### Trama
Carrie e Reda ottengono un accordo per la scarcerazione di Sekou, a patto che il loro assistito non pubblichi più video o rilasci interviste. Quando alcuni amici insinuano che Sekou abbia accettato di diventare un informatore del FBI in cambio del suo rilascio il ragazzo, ferito dall'accusa, pubblica un video in cui smentisce di essere un informatore, denunciando pubblicamente Saad. Carrie fa allora visita a Sekou, convincendolo faticosamente a eliminare il video dopo avergli fatto intuire di avere dovuto compiere azioni illegali per ottenere il suo rilascio. Saul incontra in segreto il generale iraniano Majid Javadi, con il quale ha un rapporto di favore, e gli chiede di investigare sul possibile accordo tra il suo governo e la Corea del Nord. Alla mattina, pronto per recarsi all'aeroporto, viene invece prelevato da Etai Luskin: il Mossad ha ricevuto la segnalazione che un alto ufficiale iraniano era presente nella zona dove si è recato Saul la notte precedente, e per questo motivo viene detenuto. Quinn intanto si introduce nell'appartamento di fronte a casa di Carrie, che sembra predisposto per un'attività di sorveglianza. Questo aumenta la sua paranoia: quando vede una macchina prelevare di notte l'inquilino dell'appartamento Quinn lo segue con l'auto di Carrie. L'uomo viene lasciato alla Medina Medley, ditta di consegne per cui lavora Sekou, e Quinn scatta foto dell'uomo in atteggiamenti sospetti. I giornali pubblicano l'indiscrezione secondo cui la presidente Keane avrebbe ricevuto informazioni sulla segreta attività nucleare dell'Iran, non prendendo alcuna iniziativa al riguardo. Keane vede questo fatto come una mossa di Dar Adal e chiede a Carrie di fornirle qualcosa con cui poterlo ricattare: Carrie però si mostra riluttante. Adal incontra poi Carrie, consigliandole di smettere di dare cattivi consigli alla Keane. Sekou riprende a lavorare e si dirige in centro città con un furgone per una consegna, quando esso esplode fragorosamente. Etai, saputo dell'attentato, lascia rientrare Saul negli USA.
- Durata: 50 minuti
- Guest star: Hill Harper (Rob Emmons), Allan Corduner (Etai Luskin), Patrick Sabongui (Reda Hashem), C.J. Wilson (Porteous Belli), J. Mallory McCree (Sekou Bah), Jacqueline Antaramian (Dorit), Zainab Jah (Aby Bah), Ashlei Sharpe Chestnut (Simone Bah), James Mount (Agente Thoms), Jacinto Taras Riddick (Poliziotto) e Shaun Toub (Majid Javadi).
- Ascolti USA: telespettatori 1 051 000[8]

## Casus Belli
- Titolo originale: Casus Belli
- Diretto da: Alex Graves
- Scritto da: Chip Johannessen

### Trama
Sekou viene identificato come l'autista dell'attentato che ha causato due vittime. Carrie deve recarsi immediatamente dai genitori di Sekou e lascia la figlia con Quinn e la babysitter Latisha. L'agente Conlin le chiede da chi abbia ottenuto la registrazione, sospettando provenga dal NSA. Carrie incontra quindi Roger, che però nega di averle mai inviato il file incriminato. Appreso del rapporto con Sekou alcuni giornalisti si accalcano fuori dall'abitazione di Carrie: Quinn spintona una di loro giù dalle scale. La folla sotto casa di Carrie aumenta e inizia a lanciare pietre contro le finestre, provocando la reazione di Quinn che spara a uno dei contestatori. Franny e Latisha vogliono andarsene, ma Quinn intima loro di chiudersi nel bagno. La polizia, ipotizzando un sequestro di persona, cerca di fare irruzione nell'appartamento, ma Quinn cattura uno degli agenti. Carrie, raggiunta casa, ottiene il permesso di entrare a parlare con Quinn, che le dice di avere sul suo telefono le prove dello spionaggio in corso ai suoi danni. Mentre Carrie cerca di farlo desistere una seconda irruzione della polizia riesce a catturarlo, con Carrie che gli fa scudo con il suo corpo per evitare di fargli sparare. La presidente è stata intanto forzatamente condotta in un luogo sicuro, nel rispetto dei protocolli di sicurezza, senza avere la possibilità di accedere a un telefono o alla tv: ad aggiornarla sulla situazione arriva Dar Adal, il quale la mette a conoscenza dell'identità dell'attentatore e del ruolo avuto da Carrie nella sua scarcerazione. Dar si reca poi all'aeroporto a prendere Saul, il quale manifesta dubbi sull'interrogatorio di Nafisi, avendo notato nel cestino dell'appartamento un pacchetto delle stesse sigarette fumate dall'iraniano: ciò lo ha fatto sospettare di una messa in scena organizzata dal Mossad, motivo per cui ha poi incontrato anche Javadi. La presidente Keane, frustrata per essere isolata dal mondo, si accorge che invece la governante dell'abitazione ha una televisione funzionante: da essa apprende il montare sui media delle critiche nei suoi confronti per essersi ritirata in un luogo sicuro. Carrie, dopo avere affidato Franny a Latisha, resta sola in casa e vede per terra il telefono di Quinn: scorrendo le foto nota quelle fatte la sera precedente nel suo pedinamento fino alla Medina Medley. Guardando fuori dalla finestra nota che dall'appartamento di fronte qualcuno la sta osservando da dietro le persiane.
- Durata: 45 minuti
- Guest star: Hill Harper (Rob Emmons), Patrick Sabongui (Reda Hashem), Dominic Fumusa (Ray Conlin), Jake Weber (Brett O’Keefe), Ian Kahn (Roger), Deborah Hedwall (Marjorie Diehl), Zainab Jah (Aby Bah), Ashlei Sharpe Chestnut (Simone Bah), James Mount (Agente Thoms), Robert Bogue (Capitano dell'Emergency Service Unit Wilson), John Bolger (Generale).
- Ascolti USA: telespettatori 1 069 000[9]

## Il ritorno
- Titolo originale: The Return
- Diretto da: Alex Graves
- Scritto da: Charlotte Stoudt

### Trama
Carrie condivide con Conlin le foto scattate da Quinn la sera precedente all'attentato. L'agente le mostra a Saad, il quale conferma che l'uomo ritrattovi non era nella cerchia delle frequentazioni di Sekou. Conlin scopre che la jeep presente nelle foto è registrata a nome di una compagnia privata: recatosi presso la sede viene a sapere che l'azienda sta assumendo ex agenti federali e ha tra le sue disponibilità l'accesso a un gran numero di dati riservati. Conlin si aggira in segreto nei suoi sotterranei, ma viene scoperto e accompagnato all'uscita. Telefona poi a Carrie per aggiornarla sulla situazione, chiedendole di raggiungerla a casa sua. Carrie nel frattempo ha fatto visita a Quinn, rinchiuso in un ospedale psichiatrico: Quinn, in chiaro stato confusionale, la accusa di averlo fatto arrestare ed essere parte della cospirazione. Saul vede aumentare ancora di più i suoi sospetti su quanto successo ad Abu Dhabi quando scopre che la CIA non ha nessun report sugli spostamenti dell'agente israeliano Tova Rivlin. Chiede quindi aiuto a Viktor, suo contatto del SVR, il quale gli fornisce le foto di un incontro segreto tra Tova e Adal. Carrie trova la casa di Conlin aperta: all'interno l'agente è a terra, ucciso da un colpo di pistola alla testa. L'assassino è ancora nell'abitazione e Carrie, vedendolo riflesso nello specchio, riconosce il volto della persona ritratta dalle foto di Quinn, dopodiché riesce a fuggire. La presidente Keane convince la domestica ad aiutarla a scappare dal rifugio, facendosi riportare a New York in auto. La pressione su di lei aumenta, anche in seguito alle dichiarazioni del presidente in carica Morse che auspica un giro di vite sui controlli per la sicurezza, ma Keane dichiara pubblicamente di non prevedere cambiamenti nella sua politica. Di notte Quinn viene legato a un lettino e caricato su un furgone dopo essere stato portato fuori dall'ospedale: all'interno del mezzo trova Astrid ad aspettarlo.
- Durata: 47 minuti
- Guest star: Maury Sterling (Max Piotrowski), Hill Harper (Rob Emmons), Dominic Fumusa (Ray Conlin), C.J. Wilson (Porteous Belli), Rachel Ticotin (Mercedes Acosta), Deborah Hedwall (Marjorie Diehl), Alan Dale (Presidente Morse), Leo Manzari (Saad Mahsud), Seth Numrich (Nate Joseph), James Mount (Agente Thoms), Ronald Guttman (Viktor), Roberto De Felice (Agente Loya), Neal Matarazzo (Danny Jones) e Nina Hoss (Astrid).
- Ascolti USA: telespettatori 899 000[10]

## Rischio imminente
- Titolo originale: Imminent Risk
- Diretto da: Tucker Gates
- Scritto da: Ron Nyswaner

### Trama
Quinn si risveglia in una casa sperduta nei boschi. Astrid gli dice di avere stretto un accordo con Dar Adal per aiutarlo a riprendersi evitandogli la prigione, a patto che lui si mantenga nell'anonimato. Quinn tuttavia prova a fuggire a piedi per tornare a New York, ma viene recuperato da Astrid. Carrie viene chiamata dalla scuola di Franny, che la informa della presenza sul posto dell'assistente sociale Christine Lonas. L'ispettrice dice a Carrie di avere avuto un colloquio con Franny: la bimba avrebbe manifestato un profondo turbamento per gli ultimi accadimenti, motivo per cui Lonas ha deciso di affidarla a una casa famiglia, in attesa dell'udienza in tribunale del giorno successivo. Javadi arriva sotto falso nome a New York per incontrare Saul, ma Adal cerca di impedirlo: fa trattenere Saul in agenzia con la scusa chiarimenti sui suoi spostamenti in Cisgiordania richiesti dagli israeliani, mentre nel frattempo denuncia ai servizi iraniani la collaborazione di Javadi con Saul. Tre uomini rapiscono Javadi e iniziano a torturarlo, accusandolo di essere un traditore, ma Amir, un militare rimasto fedele al suo generale, uccide gli altri due complici liberandolo. Saul, incontrato Javadi, afferma che l'unico uomo a essere informato del suo arrivo in America era Adal. Javadi mostra quindi a Saul la foto del cadavere di Nafisi, confermandogli che l'uomo lavorava per il Mossad da otto anni. Saul propone di organizzare un incontro direttamente con la presidente, nel quale Javadi potrà aggiornarla sulla situazione nucleare iraniana. Dar Adal fa visita a Quinn: constatando il suo perdurante attaccamento a Carrie Adal gli racconta quanto accaduto in ospedale a Berlino, spiegandogli come i suoi attuali problemi cerebrali dipendano dalla decisione di Carrie di risvegliarlo forzatamente dal coma. Dalla loro conversazione si intuisce inoltre l'esistenza di una passata relazione sessuale tra Adal e un giovane Quinn. All'udienza processuale Lonas rivela nuovi dettagli compromettenti per Carrie, tra cui il suo disturbo bipolare, inducendo il giudice a confermare l'affidamento di Franny in attesa di una visita psichiatrica della madre. Alla sera Carrie, ubriaca, telefona a Keane chiedendole di intercedere per lei: la presidente tuttavia rifiuta, ribadendole quanto ciò sarebbe contrario a qualsiasi suo principio etico. Adal riceve una telefonata dalla Lonas, che lo aggiorna sull'esito dell'udienza e lo ringrazia per le informazioni ricevute su Carrie, facendo capire come sia stato Adal a segnalare la figlia ai servizi sociali.
- Durata: 52 minuti
- Guest star: Maury Sterling (Max Piotrowski), Patrick Sabongui (Reda Hashem), C.J. Wilson (Porteous Belli), Robert Knepper (Generale Jamie McClendon), Marin Hinkle (Christine Lonas), Bernard White (Farhad Nafisi), Anthony Azizi (Naser), Seth Numrich (Nate Joseph), Martha Raddatz (se stessa), Orlagh Cassidy (Rachel Crofts), Alain Washnevsky (Amir Bastami), Adam Grupper (Giudice), con Nina Hoss (Astrid) e Shaun Toub (Majid Javadi).
- Ascolti USA: telespettatori 1 437 000[11]

## Paranoia
- Titolo originale: alt.truth
- Diretto da: Lesli Linka Glatter
- Scritto da: Charlotte Stoudt

### Trama
Saul si presenta a casa di Carrie, chiedendole di organizzare un incontro tra Keane e Javadi: in cambio rintraccia la famiglia presso la quale è ospitata Franny, in modo che Carrie la possa vedere da lontano. La paranoia di Quinn continua ad aumentare: perquisendo l'auto di Astrid trova una pistola alla quale toglie tutti i proiettili. Successivamente, accompagnandola a un supermarket, è convinto di vederla parlare con il vicino di casa che spiava Carrie. Javadi incontra la presidente e, contro ogni aspettativa, riferisce che Nafisi ha effettivamente indirizzato pagamenti verso la Corea del Nord, confermandole così la violazione dell'accordo sul nucleare da parte dell'Iran. Keane, profondamente delusa dai consigli ricevuti da Carrie in politica estera, abbandona l'incontro. Interrogato da Saul su cosa stesse architettando Javadi ammette di essere passato dalla parte di Dar Adal perché più influente e in grado quindi di garantirgli una maggiore protezione. Quinn manifesta ad Astrid i suoi ultimi sospetti dopodiché, ricevute della donna una serie di smentite, la colpisce allo stomaco e scappa con la sua auto. Raggiunge quindi l'uomo visto al supermercato, del quale aveva visto il furgone fermo nel parcheggio di un motel. Quinn aggredisce l'uomo, accorgendosi solo in seguito di avere di fronte un estraneo. Dar Adal fa visita a Brett O'Keefe, il conduttore di una trasmissione televisiva, che gli mostra come stia preparando un servizio in cui filmati e interviste ai commilitoni del figlio di Elisabeth Keane vengono manipolati ad hoc per screditarne la figura di eroe di guerra. Quinn torna alla baita per scusarsi con Astrid: mentre i due sono in soggiorno un proiettile sparato da un cecchino - il vicino di casa di Carrie - lo ferisce di striscio alla testa. Astrid corre alla macchina per recuperare la sua pistola, ma essendo scarica non riesce a sparare al sicario, che la uccide. Quinn fugge dall'abitazione e, dopo essere stato colpito alla spalla, si tuffa nel lago. Il sicario spara diversi colpi verso l'acqua, dopodiché se ne va. Quinn tuttavia riemerge ancora vivo.
- Durata: 54 minuti
- Guest star: Maury Sterling (Max Piotrowski), Hill Harper (Rob Emmons), C.J. Wilson (Porteous Belli), Jake Weber (Brett O’Keefe), James Mount (Agente Thoms), Chris Coy (Rudy), Gabriel Fazio (Frank Kolacek), con Nina Hoss (Astrid) e Shaun Toub (Majid Javadi).
- Ascolti USA: telespettatori 1 274 000[12]

## Il video
- Titolo originale: Sock Puppets
- Diretto da: Dan Attias
- Scritto da: Chip Johannessen e Evan Wright

### Trama
Carrie, come disposto dalla corte, si reca a un colloquio con uno psicologo. Adal tradisce Javadi, rivelandone la posizione al Mossad che sopraggiunge per prelevarlo nel suo hotel. Javadi riesce però di nascosto a telefonare a Carrie, che inoltra la chiamata a Saul. I due, dopo avere rintracciato la provenienza della telefonata, ispezionano l'hotel e trovano il telefono di Javadi, sul quale è presente un video in cui Nafisi, sotto tortura, confessa di avere lavorato per il Mossad. Carrie e Saul presentano quindi le nuove prove alla Keane: la presidente viene informata del coinvolgimento di Adal in tutta l'operazione del Mossad, così come del suo possibile ruolo nell'avere organizzato l'attentato di Sekou, il tutto finalizzato a convincerla della violazione dell'accordo nucleare da parte dell'Iran. Max intanto rintraccia la provenienza dell'ultima chiamata dell'agente Conlin e si candida per un colloquio presso l'azienda nel quale si era infiltrato. Dopo essere stato assunto per la sua esperienza in sicurezza informatica viene a scoprire che la loro attività si concentra nella gestione di una serie di falsi profili social che hanno il compito di sostenere e promuovere nel dibattito politico le idee del proprietario Brett O'Keefe. Keane convoca Carrie a una riunione con il procuratore generale di Stato, il quale giudica insufficienti le prove nei confronti di Adal per poterlo fare perseguire per cospirazione. Secondo il procuratore l'unico modo per estromettere Adal dalla CIA è incriminarlo per avere coperto l'infiltrazione di una spia russa nella sede di Berlino, chiedendo quindi a Carrie di testimoniare. Carrie però è riluttante, in quanto la testimonianza distruggerebbe la carriera di Saul per via della relazione avuta con Allison, e chiede di poterne parlare prima con Saul. Quinn, inscenando un incendio in un parcheggio, riesce a rubare svariate armi da un'armeria e si dirige a casa di Adal. Dar rincasa e trova Quinn ad aspettarlo: l'uomo nega di avere organizzato l'agguato alla baita in cui è morta Astrid, spingendosi a dire a Quinn che non gli farebbe mai del male in quanto innamorato di lui. Quinn, non avendo la forza di ucciderlo, lo colpisce al volto e lascia l'appartamento. Dar telefona immediatamente al sicario e Quinn, all'esterno dell'appartamento, intercetta la chiamata.
- Durata: 48 minuti
- Guest star: Maury Sterling (Max Piotrowski), Hill Harper (Rob Emmons), C.J. Wilson (Porteous Belli), Jake Weber (Brett O’Keefe), David Thornton (George Pallis), Seth Numrich (Nate Joseph), Bernard White (Farhad Nafisi), David Adkins (Dr. Schouten), Bradford Anderson (Trent), con Nina Hoss (Astrid) e Shaun Toub (Majid Javadi).
- Ascolti USA: telespettatori 1 258 000[13]

## Il complotto
- Titolo originale: The Flag House
- Diretto da: Michael Klick
- Scritto da: Alex Gansa

### Trama
Seguendo l'origine della telefonata Quinn arriva a una tavola calda: qui la cameriera lo riconosce, chiamandolo "Johnny". Si dirige poi verso una casa a lui familiare e, ricordandosi dove sono nascoste le chiavi di riserva, si introduce all'interno. Un flashback rivela come Quinn fosse già stato in quella casa, in quanto utilizzata dalle squadre speciali come rifugio per le operazioni sotto copertura. L'arrivo di un gruppo di persone costringe Quinn a scappare attraverso il garage, dove trova un furgone della Medina Medley. Dar Adal ha un acceso scontro con Keane: la presidente lo accusa di averle fornito informazioni fuorvianti, mentre Adal la minaccia velatamente, invitandola a non iniziare una battaglia che non potrà vincere. Carrie si reca a deporre accompagnata da un autista. Giunti a destinazione l'autista le lascia un biglietto da visita, ricordandole l'incontro fissato nel pomeriggio con Franny: Carrie capisce così di essere sotto il controllo di Adal e, temendo ripercussioni sulla figlia, decide di non testimoniare. Adal fa pubblicare online da O'Keefe il video sul figlio della Keane, che viene ripreso da tutti i notiziari. La presidente, furibonda e ferita, decide di convocare per la mattina successiva una conferenza stampa. Max vede Adal fare visita alla società di O'Keefe e gira un video di nascosto, inviandolo a Carrie. Viene però visto da un collega e la sicurezza gli sequestra il cellulare, scortandolo via. Saul si prepara a fuggire all'estero per non affrontare le conseguenze della testimonianza di Carrie. Dopo avere parlato con l'ex moglie Mira decide però di rimanere e si reca da Carrie, che però non è in casa. Entrato nell'appartamento vede sul pc di Carrie il video di Adal e O'Keefe inviato da Max. Carrie nel frattempo, dopo avere ricevuto la visita di Keane per conoscere il motivo della sua mancata testimonianza, ha incontrato Clarice, che la conduce da Quinn. Quinn la accoglie all'interno di una casa in ristrutturazione, mentre sta mirando con un fucile di precisione la testa di un uomo all'interno della casa rifugio sull'altro lato della strada.
- Durata: 52 minuti
- Guest star: Maury Sterling (Max Piotrowski), Hill Harper (Rob Emmons), Sarita Choudhury (Mira Berenson), C.J. Wilson (Porteous Belli), Jake Weber (Brett O’Keefe), Robert Knepper (Generale Jamie McClendon), Marin Hinkle (Christine Lonas), James Mount (Agente Thoms), David Thornton (George Pallis), Mickey O'Hagan (Clarice), Erin Darke (Nicki), Dov Tiefenbach (Il Gioielliere), Vin Knight (Steve Beverly), Bradford Anderson (Trent), Julee Cerda (Reiko Umon).
- Ascolti USA: telespettatori 1 427 000[14]

## R come Romeo
- Titolo originale: R Is for Romeo
- Diretto da: Seith Mann
- Scritto da: Chip Johannessen e Patrick Harbinson

### Trama
Quinn informa Carrie che nel garage della casa di fronte si trova il furgone di Sekou, scambiato dai cospiratori prima dell'attentato. Carrie vuole che i cospiratori vengano assicurati alla giustizia, mentre Quinn invece dichiara di volerli uccidere: nasce così un diverbio tra i due, al termine del quale Quinn le rivela di essere a conoscenza dei fatti avvenuti nell'ospedale di Berlino. Saul mostra a Keane il video che lega Dar Adal a O'Keefe. La presidente invita l'autore del video a rivelarsi pubblicamente: O'Keefe raccoglie la sfida e invita la presidente a partecipare in diretta alla sua trasmissione. In essa Keane accusa pubblicamente O'Keefe di avere manipolato il video e avere contribuito a una campagna denigratoria sui social media ordita da una parte dello stesso governo degli Stati Uniti, promettendo di incriminare i responsabili. Una guardia aiuta Max a fuggire dalla cella in cui è detenuto: non appena fuori dall'edificio viene però sequestrato e condotto da Adal, il quale gli chiede di hackerare il server di O'Keefe per scoprire cosa stia organizzando riguardo a Quinn. Max trova diversi messaggi online attribuibili a Quinn, dai quali emerge la figura di un ex soldato che medita vendetta verso Elizabeth Keane. Alla mattina Carrie si introduce nella casa credendola vuota: viene però sorpresa da un cospiratore, ma Quinn interviene e la salva. Riconosciuto l'uomo come lo stesso che ha ucciso Astrid Quinn lo uccide brutalmente. Ispezionando la casa alla ricerca di indizi Quinn riconosce sulla lavagna presente in salotto la lettera R, che nel linguaggio in codice indica la costa est degli USA. Carrie, insospettita da questo particolare, chiama il capo di gabinetto di Keane per avvisarlo, quando una bomba collegata al portone del garage della casa esplode uccidendo diversi presenti, tra cui il procuratore generale accorso sul posto.
- Durata: 47 minuti
- Guest star: Maury Sterling (Max Piotrowski), Hill Harper (Rob Emmons), C.J. Wilson (Porteous Belli), Jake Weber (Brett O’Keefe), David Thornton (George Pallis), James Mount (Agente Thoms), Julee Cerda (Reiko Umon).
- Ascolti USA: telespettatori 1 342 000[15]

## L'America prima di tutto
- Titolo originale: America First
- Diretto da: Lesli Linka Glatter
- Scritto da: Alex Gansa e Ron Nyswaner

### Trama
Carrie e Quinn accorrono all'hotel dove alloggia Keane, assediato da una folla che di manifestanti inferocita contro la presidente. Dar Adal fa sequestrare il senatore Coto, membro della cospirazione, rimproverandogli di averlo escluso dalle ultime mosse. Lo fa rinchiudere quindi in una cella frigorifera, per conoscere i successivi dettagli del piano in atto. Nell'hotel un allarme bomba fa iniziare le operazioni di evacuazione di Keane. Carrie riceve una telefonata da Adal, il quale l'avvisa che l'allarme bomba è in realtà una messa in scena per fare uscire dall'edificio la presidente: una volta fuori verrà infatti assassinata e la colpa ricadrà su Quinn. Carrie corre nel parcheggio e riesce a fermare l'auto di Keane: le due auto del corteo presidenziale che la precedevano vengono intanto dilaniate da un'esplosione. Carrie e la presidente tornano quindi all'interno dell'hotel, dove però vengono braccate dai sicari. Le due donne incontrano Quinn, che le conduce nuovamente nel parcheggio: si mette quindi alla guida di un SUV presidenziale con il quale attraversa un cordone di militari che aprono il fuoco sulla vettura. Superato il posto di blocco e portata la presidente in salvo Quinn muore nell'abitacolo per le ferite riportate sotto gli occhi di Carrie. Sei settimane dopo Carrie lavora nello staff della presidente come elemento di collegamento con i reparti di intelligence, mentre Saul fa visita a Dar Adal in carcere. A un meeting i vertici delle diverse organizzazioni governative si lamentano per il muro alzato dalla presidente nei loro confronti, ma Carrie li rassicura che i loro posti di lavoro non sono a rischio. Successivamente Carrie riceve una videochiamata da Saul mentre viene arrestato dalla polizia. Guardando i notiziari apprende di decine di arresti di alti funzionari governativi, tutti sospettati di essere collegati alla cospirazione. Carrie si precipita nell'ufficio della presidente, la quale però non la riceve. Keane ascolta Carrie urlare attraverso la porta che sta facendo arrestare persone innocenti, mentre la sicurezza la scorta fuori dall'edificio.
- Durata: 54 minuti
- Guest star: Maury Sterling (Max Piotrowski), Hill Harper (Rob Emmons), Jake Weber (Brett O’Keefe), Linus Roache (David Wellington), Robert Knepper (Generale Jamie McClendon), James Mount (Agente Thoms), Alfredo Narciso (Elian Coto), John Getz (Joe Crocker), Philip Casnoff (Christopher), Marin Hinkle (Christine Lonas), Orlagh Cassidy (Rachel Crofts).
- Ascolti USA: telespettatori 1 896 000[16]